# Samuel Alexander Kinnier Wilson

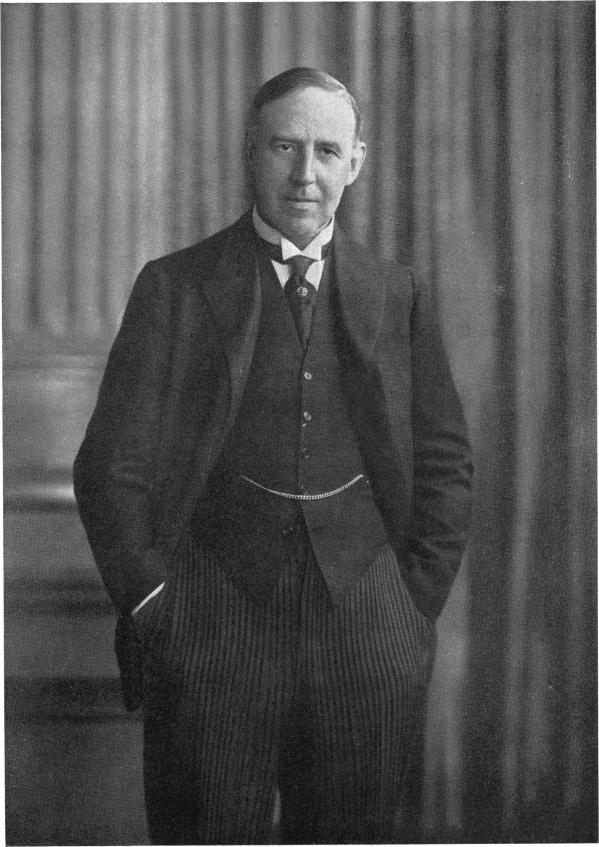
S. A. Kinnier Wilson

Samuel Alexander Kinnier Wilson (6 december 1878 - 12 mei 1937) was een Brits neuroloog, die werd geboren in Cedarville (New Jersey) in de Verenigde Staten. Een jaar na de geboorte van Wilson, overleed zijn vader en zijn familie verhuisde naar Edinburgh in Schotland. In 1902 behaalde hij zijn kandidaatstitel aan de Universiteit van Edinburgh; het jaar daarop behaalde hij zijn Bachelor of Science in fysiologie. Daarna ging hij naar Parijs, waar hij studeerde onder Pierre Marie (1853-1940) en Joseph Babinski (1857-1932). In 1905 verhuisde hij naar Londen, waar hij werkte als griffier en patholoog in het National Hospital aan Queens Square. Later werd hij benoemd tot hoogleraar neurologie aan het King's College Hospital.
Wilson specialiseerde zich in de klinische neurologie, en leverde een belangrijke bijdrage aan de studie van epilepsie, narcolepsie, apraxie en spraakstoornissen. Hij beschreef hepatolenticulaire degeneratie in zijn met een gouden medaille beloonde proefschrift van 1912 getiteld "Progressive lenticular degeneration". Hij werd geëerd voor zijn onderzoek van de ziekte, waarna de stoornis bekend werd als de "ziekte van Wilson". In deze verhandeling wordt hij erkend als degene die de term "extrapiramidaal" in neurologie introduceerde.
Wilson publiceerde verschillende invloedrijke werken op het gebied van neurologie, en in 1920 was hij oprichter en redacteur van het Journal of Neurology and Psychopathology; dit werd later het Journal of Neurology, Neurosurgery and Psychiatry. In 1940 werd zijn uit twee delen bestaande werk "Neurology" postuum gepubliceerd. Vlak voor zijn dood hebben Sir Charles Scott Sherrington (1857-1952) en Edgar Douglas Adrian (de latere Lord Adrian van Cambridge, 1889-1977) geijverd Wilson te benoemen tot Fellow van de Royal Society.